# Шахов Едуард Олександрович
Едуа́рд Олекса́ндрович Ша́хов (12 грудня 1992 — 4 вересня 2019) — молодший сержант Національної гвардії України, учасник російсько-української війни.

## Життєпис
Народився 12 грудня 1992 року в селі Долинське (Чаплинський район, Херсонська область). Після закінчення долинської школи навчався в Донецькому національному університеті — на історичному факультеті. Велику частину свого життя мешкав на Донбасі.
З літа 2015 року проходив службу в «Азові»; молодший сержант. Від 2018-го був командиром 1-го відділення, 3-й взвод, 3-тя рота оперативного призначення, окремий загін спеціального призначення «АЗОВ», парамедик.
4 вересня 2019 року в передвечірню пору поблизу смт Зайцеве під час переміщення до укриття потрапив під обстріл ворожого снайпера, внаслідок якого зазнав важкого поранення грудної клітини в районі серця. Був оперативно доправлений до ЦРЛ міста Бахмута, від отриманих поранень за годину помер.
Після прощання на передовій в полку «Азов» 7 вересня 2019 року похований в селі Долинське.
Без Едуарда лишились мама Соколова Олена Володимирівна і сестра.

## Нагороди та вшанування
- Указом Президента України № 742/2019 від 10 жовтня 2019 року за «особисту мужність і самовіддані дії, виявлені у захисті державного суверенітету та територіальної цілісності України» — нагороджений орденом «За мужність» III ступеня (посмертно)[3]